# シー・シー・ピー
株式会社シー・シー・ピー（英: CCP Co., Ltd.）は玩具、家電製品を製造販売する日本の企業。カシオ計算機、バンダイ傘下を経て2024年より株式会社デンキョーグループホールディングスの完全子会社となっている。

## 商品
玩具分野ラジオコントロール（ラジコン）の自動車模型を中心に商品展開している。2006年9月に発売した、安価で小型軽量な室内用赤外線無線操縦ヘリコプター「ハニービー」が成人男性に受け、ヒット商品となった。パーティゲームでは虫歯のワニをモチーフにした「イタイワニー」が大ヒットし、現在も発売が続けられているロングセラー商品となっている。
家電分野「CCP'S」ブランドの加湿器、調理家電ブランド「BONABONA（ボナボナ）」シリーズ、ロボット掃除機「ラクリート」（旧SO-Zi プレミアム）など、生活家電を中心とした家電製品を扱っている。

## 企業概要
前身となっているのは、1955年に設立された商社「朝日通商株式会社（あさひつうしょう）」である。当初、同社では玩具の輸出などを主たる業務としていたが、1988年、子会社の朝日電機株式会社と合併し音響機器・通信機メーカーとしての業務も行うようになった。同社グループでは自社ブランド「フェアメイト (FAIR MATE) 」の音響機器を製造販売していたほか、Hi-Fi音響機器のOEM生産も手がけていた。1973年頃より香港、シンガポールなど日本国外にも生産拠点を拡げ、1987年には、当時、生産には高い技術が必要とされていたCDラジカセの国外調達に踏み切っている。1989年、朝日通商は社名を「株式会社朝日コーポレーション（あさひコーポレーション）」へと変更した。
1991年、同社はカシオ計算機株式会社によって買収された。1980年代後半に円高が進み、日本国外に生産拠点を求めていたカシオが、朝日コーポレーションの国外拠点網に着目したためである。以後、同社はカシオブランドの電卓、時計なども生産品目に加えたものの、赤字が続き2000年2月時点で139億円程度の債務超過に陥った。2000年10月、事業をカシオ傘下の別法人へ移して朝日コーポレーションは解散し、11月には特別清算を申し立てて倒産した。
事業を引き継いだ法人は、後に社名を「株式会社シー・シー・ピー」へと変更し、2006年9月、カシオ傘下から株式会社バンダイ傘下へと移っている。

### 略歴

#### 朝日コーポレーション
- 1955年1月 朝日通商株式会社として設立される。
- 1988年 子会社の朝日電機株式会社と合併する[7]。
- 1989年3月 社名を株式会社朝日コーポレーションに変更する（アサヒコーポレーションとは別の企業である）。
- 1991年6月 カシオ計算機株式会社の子会社となる。
- 2000年10月 事業をカシオクリエイティブプロダクツ株式会社へ譲渡し、解散する。
- 2000年11月 特別清算を申立てる。

#### シー・シー・ピー
- 1997年3月 ソフトウェア開発会社「カシオエスビーシー株式会社」として設立される。
- 1999年6月 事業をカシオソフト株式会社へ譲渡する[14]。
- 2000年10月 朝日コーポレーションから事業を譲受し、社名をカシオクリエイティブプロダクツ株式会社に変更する。
- 2000年 社名を株式会社シー・シー・ピーに変更する[3]。
- 2006年9月 同社の全株式が、カシオ計算機から株式会社バンダイへ譲渡される[13]。
- 2007年7月 家電卸業者「株式会社電響社」と業務提携する[15]。
- 2007年7月17日 本社を埼玉県川口市栄町から東京都台東区へ移転する。
- 2020年4月　玩具事業を親会社株式会社バンダイへ移管する。
- 2024年10月　同社の全株式が株式会社バンダイから株式会社デンキョーグループホールディングスへ譲渡され、バンダイナムコグループより離脱。

## かつてのグループ企業
旧朝日通商時代のグループ企業を一部列挙する。
株式会社不二商
1964年設立。玩具の輸入販売を手がける企業だった。
- フィッシャープライス社（アメリカ合衆国）
- ラベンスバーガー社（西ドイツ）
- メルクリン社

などの日本総代理店となっていたが、1993年にはフィッシャープライス社との、1994年にはラベンスバーガー社との契約を終了している。
フェアメイト株式会社
音響機器等の販売を担う子会社だった。
朝日電機株式会社
主に音響機器を生産する子会社だった。1988年、朝日通商に合併された。
朝日通信機
トランシーバーやラジコンユニットなどを製造する子会社だった。次第に生産品目が音響機器へとシフトしていき、1985年、朝日電機に合併された。

## 過去に扱っていたブランド
旧朝日通商・朝日コーポレーショングループが扱っていたブランドの一部を列挙する。
フェアメイト (FAIR MATE)ラジカセなどの音響機器や通信機に使用していた自社ブランドである。2010年現在では、朝日通商株式会社（2004年設立、東京都杉並区）が同ブランドの音響機器を扱っている。
フォンメイト（PHONE MATE)家庭用留守番電話機に使用していた自社ブランドである。主に北米向け
ACOMSラジコン用プロポに使用していたブランドである。
カシオ (CASIO)カシオ計算機の傘下に入ってからは、カシオブランドの音響機器、電卓などを生産していた。
SKC鮮京化学株式会社（1987年に株式会社SKC、1998年にSKC株式会社へ社名変更）が保有するブランドである。日本では、フェアメイト株式会社が代理店としてビデオテープ、フロッピーディスクなどを販売していた。
レゴ (LEGO)レゴ社のブロックは、1969年まで朝日通商が日本での販売権を持ち、同年からは株式会社不二商に権利が移った。1978年以降、レゴ社の現地法人である日本レゴ株式会社（後のレゴ・ジャパン株式会社）が輸入販売を担当している。

## 参考資料
1. ↑  「株式会社シー・シー・ピーの株式の取得（子会社化）に関するお知らせ」 (PDF) 株式会社バンダイナムコホールディングス、2006年9月12日。
2. 1 2 3  “第27期 決算公告 貸借対照表”.   株式会社シー・シー・ピー. 2024年2月17日閲覧。
3. 1 2 3 4 5 6  『朝日新聞』2007年12月20日名古屋朝刊、朝日新聞社、32面。
4. ↑  『毎日新聞』2006年12月16日東京朝刊、毎日新聞社、14面。
5. 1 2 3  『読売新聞』2000年11月17日東京朝刊、読売新聞社、33面。
6. 1 2 3 4 5 6  『日本工業新聞』2000年8月24日、日本工業新聞社、18面。
7. 1 2 3  『日刊工業新聞』1987年11月17日、日刊工業新聞社、8面。
8. ↑  『日経産業新聞』1985年7月10日、日本経済新聞社、9面。
9. ↑  『日経産業新聞』1987年11月14日、日本経済新聞社、5面。
10. ↑  『日経産業新聞』1988年6月3日、日本経済新聞社、9面。
11. ↑  花見宏昭「カシオ、逆転打の経営 反常識の開発がヒット生む」『日経ビジネス』第1197号（2003年6月23日号）、日経BP社、30-33頁。
12. ↑  『読売新聞』2000年8月25日東京朝刊、読売新聞社、29面。
13. 1 2  『産経新聞』2006年9月13日大阪朝刊、産業経済新聞社、10面。
14. ↑  『日経産業新聞』1999年6月1日、日本経済新聞社、7面。
15. ↑  『日本証券新聞』2007年7月9日、日本証券新聞社、2面。
16. ↑  『日経産業新聞』1990年1月19日、日本経済新聞社、19面。
17. ↑  『日経産業新聞』1983年12月2日、日本経済新聞社、12面。
18. ↑  『日経産業新聞』1976年1月17日、日本経済新聞社、8面。
19. 1 2  『日経流通新聞』1994年5月24日、日本経済新聞社、17面。
20. 1 2  『日経産業新聞』1985年6月11日、日本経済新聞社、1面。
21. ↑  『日経産業新聞』1985年7月2日、日本経済新聞社、7面。
22. ↑  「平成12年（行ケ）第101号 審決取消請求事件 判決」 (PDF) 、4頁。